# 佐勒菲卡尔级巡防舰
佐勒菲卡尔级巡防舰（直译：「刀剑」），也叫F22P型巡防舰，是一型导弹护卫舰，在巴基斯坦海军服役。基于中国海军的053H3型护卫舰建造。护卫舰是在中国的沪东中华造船和巴基斯坦卡拉奇造船厂共同设计和建造的。:108–109